# Паричи
Паричи (блр. Парычы; рус. Паричи) насељено је место са административним статусом варошице (городской посёлок) у северном делу Гомељске области у Републици Белорусији. Административно припада Светлагорском рејону.

## Географија
Варошица лежи у северном делу Светлагорског рејона, на обалама реке Березине (сливно подручје Дњепра) и на око 33 км северозападно од града Светлагорска и 31 км од железничке станице на линији Жлобин—Калинкавичи. Административни центар рејона град Гомељ налази се 143 км југоисточно.

## Демографија
Према резултатима пописа из 2009. у вароши су живела 1.263 становника.
| 1897. | 1999. | 2009. |
| ----- | ----- | ----- |
| 3.884 | 2.800 | 2.119 |

## Историја
На око 500 метара северозападно од средишта насеља налази се археолошки локалитет из доба неолита (старости V—III миленијума пне).
У писаним изворима насеље Паричи се први пут помиње 1639. као село у оквирима Речичког повјата Минског војводства Пољско-Литванске државе. Године 1793. постаје део Минске губерније Руске Империје.
Од јануара 1919. у саставу су Белоруске ССР, а 17. јула 1924. постају центар истоименог рејона. Године 1925. око 72% популације насеља чинили су Јевреји.
Године 1932. успостављена је прва ваздушна теретна линија у Белорусији на релацији Минск—Глуск —Паричи—Мазир захваљујући којој су у Париче почели да слећу теретни ваздухоплови што се позитивно одразило на развој трговине у насељу. Насеље је напредовало и 27. септембра 1938. административно уређено као варошица (городской посёлок).
Током нацистичке окупације у Другом светском рату око 1.700 житеља Парича је смртно страдало, а бројне грађевине су уништене.
Паричи губе статус рејонског центра 9. јуна 1960. у корист Светлагорска.

## Саобраћај
Кроз насеље пролазе друмски саобраћајни правци Бабрујск—Речица и Паричи—Азаричи.